# Конотоп (станция)
Коното́п (укр. Конотоп, [kon̪oˈt̪ɔp], произношениео файле) —станция, крупный железнодорожный узел Конотопской дирекции Юго-Западной железной дороги, расположена в одноимённом городе Конотопе Сумской области Украины.
Конотопский железнодорожный вокзал представляет собой монументальное здание, построенное в 1953 году.

## История
История железнодорожного вокзала Конотоп и конотопского участка Юго-Западной железной дороги началась с указа российского императора Александра II от 24 декабря 1866 года о концессии на строительство Курско-Киевской железной дороги, протяжённостью 438 вёрст. В 1868 году построены здание железнодорожного вокзала города Конотоп, паровозное депо и мастерские.

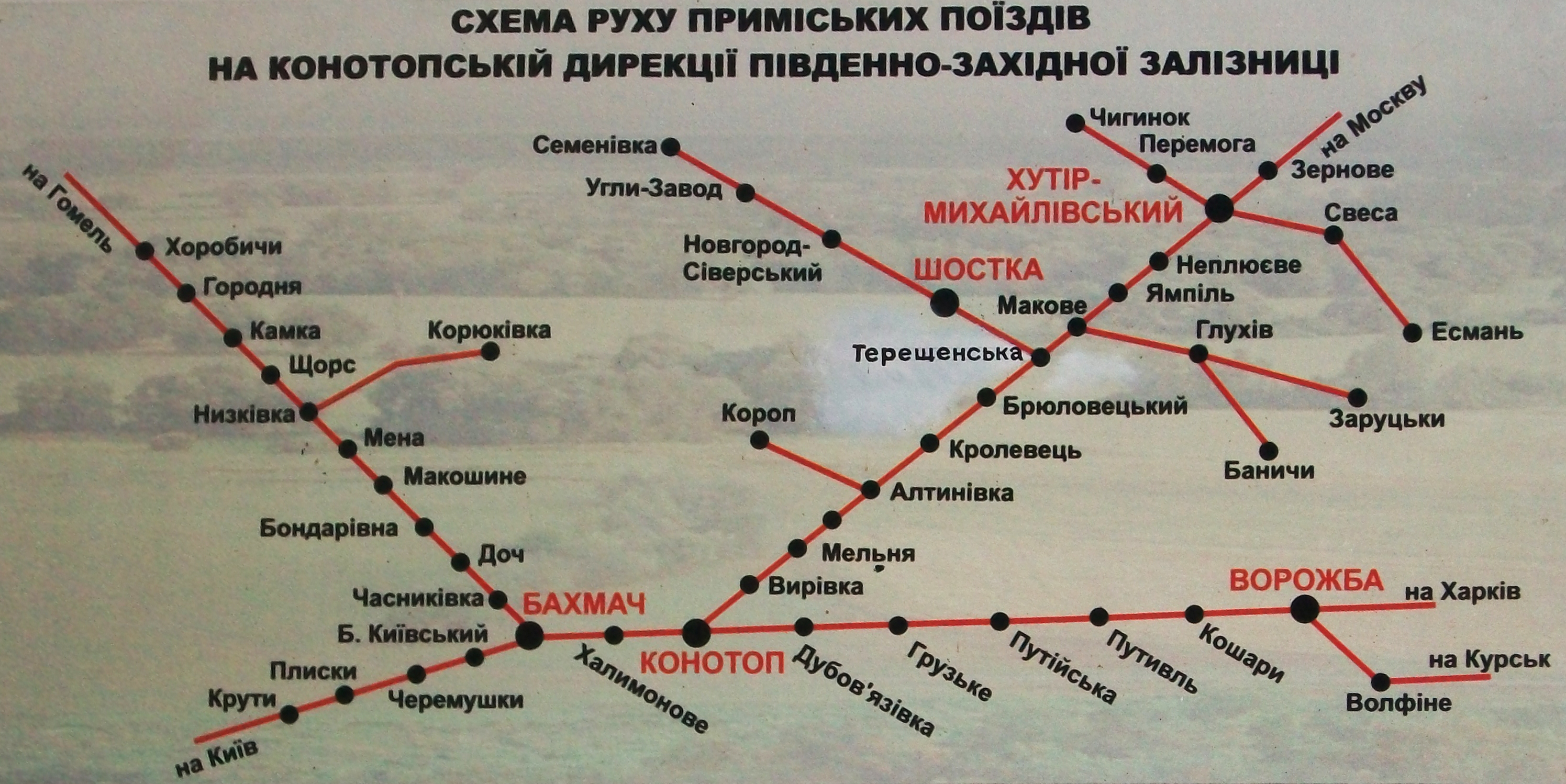
Схема движения пригородных поездов на Конотопской дирекции (стенд на ст. Терещенская)

Конотопская дирекция Юго-Западной железной дороги осуществляет пассажирские и грузовые перевозки по семи направлениям: киевскому, харьковскому, полтавскому, московскому, курскому, гомельскому, витебскому.

## Дальнее следование по станции
По состоянию на 2015 год, вокзал отправляет и принимает следующие поезда:
| № поезда               | Маршрут движения          | № поезда               | Маршрут движения          |
| ---------------------- | ------------------------- | ---------------------- | ------------------------- |
| 1 «Столичный Экспресс» | Москва — Киев             | 2 «Столичный Экспресс» | Киев — Москва             |
| 5 «Украина»            | Москва — Киев             | 6 «Украина»            | Киев — Москва             |
| 23 «Одесса»            | Москва — Одесса           | 24 «Одесса»            | Одесса — Москва           |
| 47                     | Москва — Кишинёв          | 48                     | Кишинёв — Москва          |
| 55                     | Москва — Хмельницкий      | 56                     | Хмельницкий — Москва      |
| 61                     | Москва — Николаев         | 62                     | Николаев — Москва         |
| 65                     | Москва — Кишинёв          | 66                     | Кишинёв — Москва          |
| 73                     | Москва — Львов            | 74                     | Львов — Москва            |
| 99                     | Запорожье — Минск         | 100                    | Минск— Запорожье          |
| 125                    | Константиновка — Киев     | 126                    | Киев — Константиновка     |
| 143                    | Харьков — Санкт-Петербург | 144                    | Санкт-Петербург — Харьков |
| 341                    | Москва — Кишинёв          | 342                    | Кишинёв — Москва          |
| 383                    | Харьков — Барановичи      | 384                    | Барановичи — Харьков      |
| 765                    | Шостка — Киев             | 766                    | Киев — Шостка             |
| 775                    | Сумы — Киев               | 775                    | Киев — Сумы               |
| 777                    | Шостка — Киев             | 778                    | Киев — Шостка             |
| 779                    | Сумы — Киев               | 780                    | Киев — Сумы               |
| 783                    | Шостка — Киев             | 784                    | Киев — Шостка             |